# Melania Moscoso
Melania Moscoso Pérez (Bilbao, 1974) es una antropóloga, pedagoga, doctora en Ciencias Políticas e investigadora en el Instituto de Filosofía (IFS) del Consejo Superior de Investigaciones Científicas (CSIC).

## Trayectoria
Licenciada en Antropología Social y Cultural en 1997 y en Pedagogía en 1999 por la Universidad de Deusto de Bilbao. Doctora en Ciencias Políticas y Sociología por la Universidad del País Vasco en 2007 con "sobresaliente cum laude". Fue investigadora predoctoral en 2004 en Duquesne University (Pittsburgh, USA) y en 2005 en University of Illinois at Chicago (UIC) e investigadora postdoctoral en Temple University (Filadelfia, USA) el curso 2008-2009. Trabajó como doctora contratada por el Consejo Superior de investigaciones Científicas de 2010 a 2013. Desde 2014 a 2018  fue profesora del Departamento de Filosofía de los Valores y Antropología Social de la Universidad del País Vasco. En la actualidad es científica titular del Instituto de Filosofía (IFS) del Consejo Superior de Investigaciones Científicas (CSIC).
Sus líneas de investigación son la intersección entre filosofía política y educación, al que dedicó el volumen Las aventuras de la legitimidad y las representaciones socioculturales del cuerpo, con especial atención a la categoría de normalidad física y sus correlatos abyectos, la discapacidad, concepto de cuya genealogía e implicaciones para la subjetivación se ha ocupado especialmente.Melania Moscoso defiende que el capacitismo, al igual que la discriminación por género o el racismo, es una forma de naturalizar la desigualdad, un discurso sobre la inferioridad constitutiva. Moscoso, apoyándose en Michel Foucault y Robert McRuer, defiende una aproximación cultural a la discapacidad que no sólo muestre la posibilidad de deslindar cuerpos y desigualdad en el ámbito discursivo, sino que dé cumplida cuenta de la imbricación que de facto se da entre cuerpos y desigualdad.
Además de las dificultades para moverse por el espacio público o acceder a un empleo normalizado, las personas con discapacidad se enfrentan a grados variables de lo que Pierre Bordieu denominó violencia simbólica: como cuando desde las instituciones o los medios de comunicación se presenta a cuando se presenta desde o la imagen de personas con diversidad funcional como «incapaces de hacerse cargo de sus vidas». Al igual los teóricos del modelo social, Moscoso, que tiene parálisis cerebral, considera que requerir de ayuda para el desempeño de actividades cotidianas no es pretexto para la situación de ciudadanía demediada en la que viven las personas con discapacidad. La discapacidad es así una cuestión política que no se resuelve apelando a la caridad o el paternalismo.
En 2014 recibió el Premio Nicolás Salmerón a los Derechos Humanos en la modalidad de Discapacidad, por contribuir a dotar de base y contenido al movimiento de defensa de los derechos y la dignidad de las personas con discapacidad y en situación de dependencia, mediante su actividad intelectual y su compromiso cotidiano en todo tipo de foros políticos, sociales y académicos.

## Obras

### Libros
- Las aventuras de la legitimidad. (Plaza y Valdés, 2012).[1]

### Capítulos de libros
- Moscoso Pérez, M. (2007). "Menos que mujeres: los discursos normativos del cuerpo a través del feminismo y la discapacidad" en ARPAL, J;MENDIOLA, I. (2007) Estudios sobre cuerpo, cultura y tecnología. Servicio editorial de la UPV/EHU, pp 185-195.[8]

### Artículos en revistas científicas
Algunas de sus publicaciones:
- Moscoso Pérez, M. (2006).“Lo que no somos: una breve reflexión a propósito de la discapacidad" en La ortiga: revista cuatrimestral de pensamiento y arte n 68-70. pp.73-89.[9]
- Moscoso Pérez, M. (2009). "La ¿normalidad? y sus territorios liberados" en Dilemata, n.º 1, pp. 57-70.[5]
- "A propósito de la ley de promoción de la autonomía personal y de ayuda de la dependencia" en Intersticios, Revista Sociológica de Pensamiento Crítico, vol. 3, n.º 2 (2009).[10]
- Moscoso Pérez, M. (2010)."Tirar la piedra y esconder la mano: El lenguaje de lo políticamente correcto en la discapacidad" en Intersticios, Revista Sociológica de Pensamiento Crítico, vol. 4, n.º 2.[11]
- Moscoso Pérez, M. (2011). "La discapacidad como diversidad funcional: los límites del paradigma etnocultural como modelo de justicia", Dilemata 7:77-92.[3]
- Moscoso Pérez, M. (2012). "People first language: hizkuntza politikoki zuzena elbarritasunaren aurrean". En Uztaro: giza eta gizarte zientzen aldizkaria. 81: 79-88[12]
- Moscoso Pérez, M. (2013). "De aquí no se va nadie”: Del uso del discapacitado para el aleccionamiento moral", en Constelaciones, Revista de Teoría Crítica, n.º 5.[13]
- Moscoso Pérez, M. (2013). "En torno a la norma: algunas reflexiones sobre biopolítica y soberanía en diálogo con Michel Foucault y Roberto Esposito" Dilemata n.º 12.[14]
- Moscoso Pérez . M. (2013). "La discapacidad, a escena". ADE Teatro: Revista De La Asociación De Directores De Escena De España, (148), 96-98.[15]
- Moscoso Pérez, M. (2015). "Nombrar la deformidad física: Breve reflexión en torno al término discapacidad y sus usos recientes". Encrucijadas - Revista Crítica De Ciencias Sociales, 10(0).[16]
- Moscoso, M.,; Platero, R. L. (2017). Cripwashing: The abortion debates at the crossroads of gender and disability in the spanish media. Continuum, 31/3. pp.468-479.[17]

## Premios y reconocimientos
- 2014 Premio Nicolás Salmerón a los Derechos Humanos, por su lucha por la igualdad de las personas con diversidad funcional.[2][7]